# Melidectes foersteri
Melidectes foersteri là một loài chim trong họ Meliphagidae.